# Васюківщина (Молодечненський район)
Васюківщина (біл. вёска Васюкоўшчына) — село в складі Молодечненського району Мінської області, Білорусь. Село підпорядковане Марківській сільській раді, розташоване в західній частині області.